# 나나이어
나나이어(Nanai)는 퉁구스어족 남퉁구스어파에 속하는 언어이다. 시베리아, 헤이룽장성에 거주하는 나나이족이 주요 화자이다.'나나이'는 나나이어로 땅에 사는 사람이란 뜻이다. 영어권에서는 골드어(Gold, Goldi), 중국어권에서는 허저어(赫哲語, Hezhe)라고도 불린다.

## 분포
나나이어는 인접한 여러 지역에 분포하고 있다.
- 중/하류 아무르 방언 : 하바롭스크 지방 아래 아무르강 인근 지역 (아무르스키 군, 솔네치니 군, 콤소몰스키 군)
- 쿠르-우르미 방언 : 하바롭스크와 쿠르 강, 우르미 강
- 비킨 방언 : 프리모르스키 지방의 포자르스키 군 (우수리강 중류 인근)[2]
- 숭가리 방언 : 중국의 우수리강 경계 지역[3]

러시아에서는 하바롭스키 지방의 나나이스키 군에서 나나이어가 가장 잘 보존되어 있다고 여겨진다. 이는 나나이어로 된 책과 교과서의 출판에 힘써왔던 나나이어 화자 집단과, 나나이 군의 민족 자치적 상태때문이다. 스톨야로프의 자료에 따르면, 전 세계 나나이족 인구는 11,883명이고 이 중 8,940명은 하바롭스크 지방의 교외 지역에서 거주한다. 그러나, 100-150명의 원어민만이 그 지역에 남아있다. 2002년 러시아 인구 조사에는 나나이어를 사용한다고 주장하는 사람이 12,194명 기록되었다. 이 중 90%는 하바롭스크 지방에, 3.5%는 프리모르스키 지방에, 1.3%는 사할린주에 거주하였고 0.5% 이하는 다른 지역에 거주하였다. 또한 이 중 49명만이 러시아어를 사용하지 못했다.

## 문자
나나이어로 된 첫 번째 책은 키릴 문자로 되어있으며, 1880년대 러시아 정교 선교사들에 의해 출판되었다. 발렌틴 압로린을 필두로 한 러시아 언어학자들에 의해 1920년대에서 30년대에 걸쳐 나나이어의 현대식 문자 형태가 완성되었다.
| А а | Б б | В в | Г г | Д д | Е е | Ё ё | Ж ж |
| З з | И и | Й й | К к | Л л | М м | Н н | О о |
| П п | Р р | С с | Т т | У у | Ф ф | Х х | Ц ц |
| Ч ч | Ш ш | Щ щ | Ъ ъ | Ы ы | Ь ь | Э э | Ю ю |
| Я я |     |     |     |     |     |     |     |

아래는 나나이어로 된 성경 번역 중 일부이다.
| 나나이어 (키릴 문자) | 로마자 음역 | 한국어 (공동번역) |
| --- | --- | --- |
| ² Нёани дахамдичии уӈкини: «Кэсивэ гэлэйдуэри туй ундусу: „Боаду, уйлэ би, Эндур Ама! Гэбукуди гэрбуси бигини. Си боа яловани далачайси эрин исигини! Наду-да, боаду-да Си чихалайси бигини! | ² Nǒani dahamdičii uŋkini: "Kesive geleĭdueri tuĭ undusu: 'Boadu, uĭle bi, Endur Ama! Gebukudi gerbusi bigini. Si boa ǎlovani dalačaĭsi erin isigini! Nadu-da, boadu-da Si čihalaĭsi bigini! | ² 예수께서는 이렇게 가르쳐주셨다. "너희는 기도할 때 이렇게 하여라. 아버지, 온 세상이 아버지를 하느님으로 받들게 하시며 아버지의 나라가 오게 하소서. |
| ³ Ини таондоани сиагопова эпэмбэ бунду буру. | ³ Ini taondoani ciagopova epembe bundu buru. | ³ 날마다 우리에게 필요한 양식을 주시고 |
| ⁴ Буэ оркимпова гудиэсигуру, буэ-дэ оркиӈку, наӈдаку гурумбэ гудиэсиэпу, буэ мурумпувэ-дэ эди памаванда, хай-да дялимбани, оркимбани эди дял дяпаванда“».                                    | ⁴ Bue orkimpova gudiesiguru, bue-de orkiŋku, naŋdaku gurumbe gudiesiepu, bue murumpuve-de edi pamavanda, haĭ-da dǎlimbani, orkimbani edi dǎl dǎpavanda.'"                                    | ⁴ 우리가 우리에게 잘못한 이를 용서하오니 우리의 죄를 용서하시고 우리를 유혹에 빠지지 않게 하소서."                                                  |

## 음운 체계

### 모음과 모음조화
나나이어에는 /i, u, y, o, œ, a, ə/로 모두 일곱 개의 모음 음소가 있다. 이중모음은 /ai, ao, əi, əo, ia, iə, io, iu, ua, ui, uo, oi, ya, yə/로 열두 개이고, 삼중모음은 /iao, uai/로 두 개가 허용된다. 모음은 주위의 자음에 따라 변한다.
- [i]는 [dz, ts, s] 앞에서 [i̠]가 된다.
- /i/는 /ɖʐ, ʈʂ, ʂ/ 앞에서 [ɪ]가 된다.
- /i/는 /m, n, l, d/ 앞에서 [i̟]가 된다.
- /i/가 음절을 시작하고 /dz, s, tɕ, ɕ, l, m, ŋ/에 앞설 때 성문 파열음 [ʔ]가 들어간다.
- /ɘ/는 어두에 오지 않는 음절에서 [ɯ]가 될 수 있다.
- 마지막 음절의 모음은 /n/를 선행할 때 비음화한다.

아래의 표는 나나이어의 모음조화 규칙을 요약한 것이다.
| 분류     | 소분류  | 음소   | 비고                                                                     |
| -------- | ------- | ------ | ------------------------------------------------------------------------ |
| 양모음   | Group 1 | [a]    |                                                                          |
| 양모음   | Group 2 | [o, œ] | [i, u, y] 앞에서 나타나지 않는다. 또한 [o]는 [œ] 앞에서 나타나지 않는다. |
| 음모음   | Group 3 | [ə]    | [a, o] 앞에서 중성모음이 된다.                                           |
| 중성모음 | Group 4 | [i]    |                                                                          |
| 중성모음 | Group 5 | [u, y] | [y]는 두 번 연속으로 나오지 않는다.                                      |

### 자음
나나이어에는 28개의 자음이 있다.
|        | 순음 | 순음 | 치음 / 치경음 | 치음 / 치경음 | 권설음 | 권설음 | (치경구개음) 경구개음 | (치경구개음) 경구개음 | 연구개음 | 연구개음 | 구개수음 | 구개수음 |
| ------ | ---- | ---- | ------------- | ------------- | ------ | ------ | --------------------- | --------------------- | -------- | -------- | -------- | -------- |
| 파열음 | p    | b    | t             | d             |        |        |                       |                       | k        | ɡ        | q        | ɢ        |
| 파찰음 |      |      | ts            | dz            | ʈʂ     | ɖʐ     | tɕ                    | dʑ                    |          |          |          |          |
| 마찰음 | f    |      | s             |               | ʂ      | ʐ      | ɕ                     |                       | x        |          | χ        |          |
| 비강음 |      | m    |               | n             |        |        |                       |                       |          | ŋ        |          |          |
| 접근음 |      |      |               | l             |        |        |                       | j                     |          | w        |          |          |
| R음    |      |      |               | r             |        |        |                       |                       |          |          |          |          |

자음 음소는 아래와 같이 바뀔 수 있다.:
- /s ɕ χ/는 두 모음 사이에서 각각 [z ʑ ʁ]이 된다.
- /ɡ/는 다음 음절의 [d] 전에 음절 마지막 위치에서 [ɣ]가 된다.

### 지역적 차이
나나이어의 다양한 방언들의 음운은 인접한 언어들에 영향을 받아왔다. 톨스카야는 Bikin 방언의 여러 음운론적 특징을 기록했는데, 이는 우데게이어로부터의 영향을 시사하는 것이었다. 여기에는 이중모음의 단모음화, 비모음의 비음성 약화, 약화된 어말 모음의 삭제, 자음으로 끝나는 단어를 막는 삽입모음, 모음 사이의 [w]의 삭제 등이 있다.

## 어휘
나나이어에 대해 연구한 안준은 日曆(병음: rìlì)로부터 유래한 [ʐili](달력)과 같이 중국어로부터 들어온 외래어들을 언급하였다. 다른 언어들로부터도 몇몇 단어가 차용되었다. 예를 들어 러시아어 помидор로부터 들어온 [pomidor](토마토)와 같은 단어가 있는데, 이 단어가 전파된 정확한 경로는 입증되지 않았으며 러시아어로부터 직접 들어오지 않고 다른 인접 언어들을 거쳐서 전파되었을 가능성도 있다.
몽골어와 튀르크어족 언어들과 공유하는 단어도 있다.
- [sal] (수염) 몽골어 [sahɘl], 위구르어 및 카자흐어 [saqal])
- [tœqo] (닭) 몽골어 [tahia], 위구르어 [toχo], 카자흐어 [tawuq])
- [χonin] (양) 몽골어 [χœŋ], 위구르어 및 카자흐어 [qoi])

이것들은 차용어로 추정되는 단어들로, 알타이 가설을 지지하는 이들은 이 단어들을 언어학적 혈연 관계의 증거로 여긴다. 반대로, 우데게이어는 우데게이어 고유의 어휘 대신 나나이어로부터 몇몇 차용어를 받아들였다.
- [banixe] (고맙다), 우데게이어 [usasa] 대신 나나이어 [banixa]로부터 들어옴
- [dœlbo] (일), 우데게이어 [etete] 대신 나나이어 [dœbo]로부터 들어옴
- [daŋsa] (책) 나나이어 [daŋsa]로부터 들어옴. 이는 '목록'을 뜻하는 중국어 單子(병음: dānzi)로부터의 차용어이다.

우데게이어 화자는 230명만이 남아있다. 비킨 지역에서는 두 언어 사이에 상당한 수준의 상호 동화가 관찰되었다.

### 참고 문헌
- An, Jun (1986). 《赫哲语简志 (An Outline of the Hezhe Language)》. Nationalities Publishing House.
- Lewis, M. Paul (ed.) (2009). 《Ethnologue: Languages of the World, 16th edition》. Dallas, Texas: SIL International. 2009년 7월 22일에 확인함.
- He, Xuejuan; Wu Baozhu (2004년 1월). “街津口村赫哲语使用情况的调查 (Investigation on Hezhen language use in Jiejinkou Village)”. 《满语研究》. 2007년 9월 27일에 원본 문서에서 보존된 문서. 2006년 12월 19일에 확인함.
- Li, Fangchao (2005년 6월 6일). “Textbook preserves Hezhe language”. China Daily. 2006년 12월 19일에 확인함.
- Sem, L.I. (1976). 《Очерки диалектов нанайского языка: бикинский (уссурийский) диалект》.
- Stolyarov, A.V. (1994). 《Нанайский язык // Красная книга языков народов России: Энциклопедический словарь-справочник》.
- Nikolaeva, Irina; Maria Tolskaya (2001). 《A Grammar of Udihe》. Walter de Gruyter.
- Информация по населенным пунктам, районам проживания и хозяйственной деятельности коренных малочисленных народов Севера и Дальнего Востока РФ. Russia: Ministry of Economic Development and Trade. 2002-01-01.
- “Население по национальности и владению русским языком по субъектам Российской Федерации”. Федеральная служба государственной статистики. 2006년 11월 4일에 원본 문서 (Microsoft Excel)에서 보존된 문서. 2006년 12월 1일에 확인함.